# Апраксин, Фёдор Матвеевич
Граф (с 1709) Фёдор Матве́евич Апра́ксин (27 ноября (7 декабря) 1661 — 10 (21) ноября 1728, Москва) — один из создателей Армейского флота и Российского военно-морского флота, сподвижник Петра I, генерал-адмирал (1708), первый президент Адмиралтейств-коллегии, сенатор (с 15.12.1717).
Командовал русским флотом в Северной войне и Персидском походе (1722).

## Биография

### Происхождение
Дворянский род Апраксиных считал своим предком татарского мурзу Солохмира, который в 1371 году якобы выехал из Орды в Рязань. В конце XV века предки Апраксина переехали в Москву и начали служить Ивану III.
Фёдор Матвеевич родился в семье стольника Матвея Васильевича Апраксина (1625—1668), у которого было трое сыновей и 2 дочери, и который был убит 6 ноября 1668 года в степи, возвращаясь из Астрахани в Москву. Вместе с ним погибли 40 человек его дворовых людей.
Сестра Марфа Матвеевна (1664—1715) стала второй женой царя Фёдора Алексеевича (брата Петра I), а братья Пётр и Андрей Матвеевичи, стали видными государственными деятелями.

### Придворная, военная и статская службы
С ранних лет состоял комнатным стольником при государе Фёдоре Алексеевиче и потом при Петре Алексеевиче. Участвовал в забавах царя Петра I в составе потешных полков.
В 1693 году в чине стольника был с государем Петром I в Архангельске, и назначен двинским воеводой в этот город. Наблюдал за постройкой на Соломбале первого казённого торгового корабля и заведовал снаряжением его, для отправки с товарами за границу, чем доставил величайшее удовольствие Петру I.
В 1694 году произведён в поручики Гвардии Семёновского полка при его учреждении.
В 1696 году участвовал во втором Азовском походе Петра, после взятия Азова был произведён в полковники.
В 1697 году, накануне путешествия Петра за границу, ему был поручен главный надзор за судостроением в Воронеже.
В 1699 году принял участие в Керченском походе под начальством вице-адмирала Крюйса.
В 1700 году назначен главой Адмиралтейского приказа и губернатором крепости Азов. 18 февраля 1700 года пожалован званием адмиралтейца, и с этого времени до 1706 года заведовал вновь учреждённым Адмиралтейским приказом, постройкой флота в Воронеже, устройством и управлением морской части в Азовском крае. Имел в Воронеже свой дом.
В 1702 году находился в плавании в Азовском море, производя исследование фарватера.
В 1703 году в Воронеже организовал училище, где обучалось арифметике и другим наукам 90 человек из драгун. В то же время в Липецкой губернии организованы железные заводы, где изготавливали пушки.
22 февраля 1707 года пожалован адмиралом и президентом адмиралтейств. В кампании этого года имел флаг на фрегате «Олифант».
В сентябре и октябре 1708 года успешно оборонял Санкт-Петербург от нападения шведского генерала Г. Либекера. Император Пётр I приказал выбить медаль в честь Апраксина.
В мае 1709 года был произведён в генерал-адмиралы и пожалован действительным тайным советником.
В июне 1709 года, боярин, генерал-адмирал, тайный советник Фёдор и боярин Пётр Матвеевичи Апраксины возведены, с нисходящим их потомством, в графское Российского царства достоинство.
В 1710 году определён азовским генерал-губернатором, тем не менее участвовал в событиях на северном театре военных действий.
В 1710 году содействовал взятию Выборга, стал кавалером ордена Святого Андрея Первозванного и золотой шпаги осыпанной бриллиантами. Находился с флотом у Котлина, имея флаг на корабле «Рига».
В 1711 году начальствовал Азовским флотом и заведовал защитой Азовского края от неприятельского нападения. После неудачного Прутского похода, по заключении мира с турками, выполнил печальную обязанность срыть крепость Азов (чем и закончилось его азовское губернаторство).
В 1712 году, начальствуя сухопутной армией, предпринял поход в Финляндию.
Указом Петра I от 30 октября (10 ноября) 1712 года, направленным в Сенат из Карлсбада, был продемонстрирован особый статус Апраксина. Указ фактически являлся доверенностью, предоставляющей Апраксину право действовать от имени царя: «Понеже для важных дел приедет к вам господин адмирал, по которого предложению неотменно все исправьте, понеже зело нужно».
В 1712 году повелением Петра был назначен управляющим Ингерманландией, Эстляндией и Карелией.
В 1713 году во главе галерного флота взял города Гельсингфорс и Борго, a 6 октября того же года, при содействии князя М. М. Голицына, одержал победу в бою при реке Пелькин. Оставаясь в Або, Апраксин исправлял и строил галерный флот.
В 1714 году командовал русским галерным флотом, действовавшим у шведских берегов. Под его номинальным командованием была одержана решительная победа в морском сражении у мыса Гангут 27 июля (7 августа) 1714 года (фактически действиями русского флота в этом сражении командовал сам Пётр I).
Вскоре после этого подвергся следствию за разные злоупотребления и беспорядки в Морском ведомстве, оказавшиеся не столько по его вине, сколько по мягкости характера, был приговорён к денежному штрафу. Пётр, желая вознаградить за эту потерю, в 1716 году подарил ему поместья, оставшиеся после смерти вдовствующей сестры царицы Марфы. Вообще же за период царствования Петра I трижды отдавался под следствие за злоупотребления, повлекшие ущерб государству, но царь каждый раз заменял ему суд уплатами больших денежных штрафов в казну.
В 1715 году командовал корабельным флотом в плавании по Финскому заливу, имея флаг на корабле «Леферм».
В 1716 году с галерным флотом действовал против шведов в Финляндии, высылая отряды для нападения на шведские побережья.
В 1717 году, начальствуя корабельным флотом, крейсировал с ним в Балтийском море, имея флаг на корабле «Москва», и произвёл высадку на остров Готланд. 15 декабря 1717 года назначен президентом вновь учреждённой Адмиралтейств-коллегии. С 1718 года до самой смерти исправлял должность президента Адмиралтейств-коллегии, в 1719 году назначен также Ревельским губернатором.
В том же 1718 году был вторым по старшинству (после А. Д. Меншикова) членом следственной комиссии по делу царевича Алексея, и, в числе прочих, подписал его смертный приговор. По этому же делу проходил его брат Пётр Матвеевич с обвинением в пособии царевичу в побеге за границу, но был оправдан.
В 1719 году сопутствовал государю в поездке на Олонецкие минеральные воды. Был назначен Эстляндским генерал-губернатором. Начальствуя галерным флотом, из Аландских шхер перешёл в Стокгольмские и, высадив десант на берег Швеции, произвёл разорение на всём протяжении от Гевеля до Нючёпинга, угрожая самому Стокгольму, к которому российские войска подходили на расстояние 15 вёрст.
В 1720 году наблюдал за укреплением Кронштадта и вооружением корабельного флота, с которым выходил в море, имея флаг на корабле «Гангут».
По случаю заключения Ништадтского мира награждён 22 октября 1721 года кейзер-флагом.
В 1722 году участвовал в Персидском походе Петра I, начальствуя морскими силами на Каспийском море, где и поднял в первый раз пожалованный ему кейзер-флаг.
Весной 1723 года вернулся с Петром в Санкт-Петербург и возглавил Балтийский флот. Командовал флотом в плавании по Финскому заливу, имея флаг на корабле «Гангут». За небытие «на водяной ассамблее» оштрафован 50 рублями.
В 1724 году был ассистентом у государыни в день её коронования Петром Великим и ту же самую должность имел при отпевании Петра I в 1725 году.
После смерти Петра (в январе 1725 года) продолжал пользоваться влиянием, 21 мая 1725 года присутствовал на свадьбе царевны Анны Петровны с герцогом Голштинским в качестве посаженного отца невесты. Новая императрица Екатерина I даровала ему 30 августа 1725 года орден Святого Александра Невского. Крейсировал с флотом в Финском заливе, имея флаг на корабле «Святой Александр».
В 1726 году назначен во вновь учреждённый Верховный тайный совет, где сделался вторым членом после Меншикова, участвовал в переговорах о заключении русско-австрийского союза. Командовал флотом, стоявшим на кронштадтском рейде, имея флаг на корабле «Святая Екатерина».
По вступлении на престол императора Петра II чрезвычайная власть Долгоруковых заставила его летом 1728 года удалиться в Москву.

### Смерть и завещание
Скончался 10 (21) ноября 1728 года. Погребён в Златоустовском монастыре в Москве. Был женат на Домне Богдановне Хрущёвой (ум. 1702) и потомства не оставил.
Духовное завещание было написано 26 октября 1728 года и предусматривало:
1. Родному брату, графу Андрею Матвеевичу Апраксину завещал: Лебедянские, Пензенские и Новгородские вотчины; Погост Михайловский с десятью погостами и двумя деревнями; Осиновую рощу на мысе С-Петербургском; Село Никольское и приморские места; С-Петербургские дворы на Неве (двухэтажный дом с садом до Адмиралтейства находился на месте Зимнего дворца) и дворы на Фонтанке; Московский загородный дом и золотую шпагу осыпанную алмазами.
2. Родному племяннику, графу Алексею Петровичу Апраксину завещал: портрет Петра Великого обложенный алмазами; Орден Святого Апостола Андрея Первозванного украшенный бриллиантами; Четыре большие сулеи с серебряными цепями; Шесть чаш больших серебрённых с крышками; Серебряный столовый сервиз на двенадцать персон с ложками, вилками, ножами; Золотые пуговицы с алмазами на кафтан; Пятнадцать тысяч рублей деньгами.
3. Многим вельможам-сподвижникам завещал: пуговицы золотые с алмазами; серебряные кувшины, чаши, блюда, позолоченная посуда.
4. Возвратил в казну дворцовые вотчины, пожалованные в 1716 году, после кончины его сестры царицы Марфы Матвеевны: волости — Толмачевская, Изборская и Самарская.
5. Отпустил на волю всех своих дворовых людей, с назначением им двойного годового оклада.
6. Завещал продать вотчины: село Петрово Новгородской губернии; Подмосковное село Никольское с деревнями и со всеми землями и угодьями; Московский каменный дом; Ревельский загородный дом; Ревельскую мызу, а вырученные все деньги раздать неимущим в милостыню, употребив часть денег на выкуп пленных[4].

## Награды
- Орден Святого Андрея Первозванного (1710)
- Орден Святого Александра Невского (1725)

## Отзывы современников
В своих записках испанский посол герцог Лирийский рассказывает о нём:

С величайшим усердием служил он Петру I; имел посредственные способности, был храбр, и решителен, и довольно прозорлив; но, не выезжая никогда из своей земли, он не любил нововведений, сделанных Петром I до того, что не пожалел бы ничего, чтобы восстановить старинные обычаи. Иноземцев ненавидел смертельно и был очень корыстолюбив, за что чуть было не погиб, но отделался деньгами. В политических делах был вовсе несведущ, и хотя был великим адмиралом, но не знал даже первых начал мореходства.
- Портреты Ф. М. Апраксина из &amp;quot;Собрания портретов Австрийской национальной библиотеки (г. Вена)&amp;quot;.

## Память
- Апраксин двор в Санкт-Петербурге.
- Апраксин переулок в Санкт-Петербурге.
- Набережная Адмирала Апраксина в Выборге (с 2009 года).
- Набережная адмирала Ф. М. Апраксина в Воронеже (с 2014 года)[10].
- Броненосец береговой обороны «Генерал-адмирал Апраксин» (в строю 1899—1939)
- Первый в России памятник Фёдору Апраксину открыт 19 июня 2010 года в Выборге[11].
- Барельеф Ф. М. Апраксина установлен в 2011 году на станции Адмиралтейская Санкт-Петербургского метро[12].

## Киновоплощения
- «Россия молодая», (1982). В роли Апраксина — Николай Иванов.
- «Тайны дворцовых переворотов» (сериал), (2001). В роли Апраксина — Владимир Привалов.
- «Пётр Первый. Завещание», (2011). В роли Апраксина — Валерий Гришко.